# فيتو جينوفيز
فيتو جينوفيز (بالإنجليزية: Vito Genovese)‏ هو مهرب مخدرات أمريكي، ولد في 27 نوفمبر 1897 في توفينو ‏ في إيطاليا، وتوفي في 14 فبراير 1969 في سبرينغفيلد في الولايات المتحدة بسبب نوبة قلبية.

## وصلات خارجية
- فيتو جينوفيز على موقع IMDb (الإنجليزية)
- فيتو جينوفيز على موقع الموسوعة البريطانية (الإنجليزية)
- فيتو جينوفيز على موقع إن إن دي بي (الإنجليزية)